# Jack Greenwell
Jack Greenwell (né le 2 janvier 1884 à Crook, dans le comté de Durham, Angleterre et mort le 20 novembre 1942 à Bogota, Colombie) est un footballeur et un entraîneur anglais des années 1910, 1920 et 1930.

## Biographie
Fils d'un mineur du comté de Durham, il commença dans le club de Crook Town (en). Il ne remporta rien avec ce club. Puis de 1912 à 1916, il joua pour le FC Barcelone. Avec ce club, il remporta une coupe d'Espagne et deux coupes de Catalogne.
Il entama une carrière d'entraîneur dès 1917. Il entraîna en Espagne (FC Barcelone, UE Sants, CD Castellón, Espanyol Barcelone, Real Majorque, Valence CF et Sporting de Gijón) et au Pérou (Universitario de Deportes et la sélection péruvienne en même temps). En Espagne, il remporta trois coupes d'Espagne, six coupes de Catalogne, un championnat valencian. Au Pérou, il remporta le championnat et remporta la Copa América 1939, ce qui constitue pour le Pérou son premier titre. Avec ce dernier, il ne connut que la victoire. Il est le seul sélectionneur ne provenant pas d'Amérique du Sud ou étant hispanophone de naissance à avoir remporté la Copa America.
En 1940, il déménage en Colombie et, en 1942, il intègre le club de Independiente Santa Fe. Il décède d'une attaque cardiaque.

## Clubs

### En tant que joueur
- 19..-1912 :  Crook Town (en)
- 1912-1916 :  FC Barcelone

### En tant qu'entraîneur
- 1917-1924 :  FC Barcelone
- 1924-1926 :  UE Sants
- 1926-1927 :  CD Castellón
- 1927-1929 :  Espanyol Barcelone
- 1930-1931 :  Real Majorque
- 1931-1933 :  FC Barcelone
- 1933-1934 :  Valence CF
- 1935-1936 :  Sporting de Gijón
- 1939 :  Universitario de Deportes et  Pérou

## Palmarès

### En tant que joueur
- Coupe d'Espagne de football

- - Vainqueur en 1913 (2e édition)
- Coupe de Catalogne de football
  - Vainqueur en 1913 et en 1916

### En tant qu'entraîneur
- Coupe d'Espagne de football
  - Vainqueur en 1920, en 1922 et en 1929
  - Finaliste en 1919, en 1932 et en 1934
- Coupe de Catalogne de football
  - Vainqueur en 1919, en 1920, en 1921, en 1922, en 1924 et en 1929
- Championnat valencian de football
  - Champion en 1934
- Copa América
  - Vainqueur en 1939
- Championnat du Pérou de football
  - Champion en 1939